# James Bjorken
James Daniel « BJ » Bjorken, né en 1934 et mort le 6 août 2024, est un physicien théoricien américain. Il est lauréat Putnam en 1954, et obtient son Bachelor of Arts en physique au Massachusetts Institute of Technology (MIT) en 1956 et son doctorat à l'université Stanford en 1959.
Il est chercheur invité à l'Institute for Advanced Study à l'automne 1962. Bjorken est professeur émérite au sein du SLAC theory group au Centre de l'accélérateur linéaire de Stanford et a été membre du département théorique du Fermi National Accelerator Laboratory (1979-1989).
Son décès et annoncé en août 2024.